# Путин (блюдо)
Пути́н (фр. poutine) — национальное квебекское блюдо быстрого питания, состоящее из картофеля фри, посыпанного молодым рассольным сыром (cheese curds) и политого слегка подслащённой гарнирной подливкой. Появилось в Квебеке в 1950-х годах, в 2000-х популярность перекинулась на другие провинции и даже страны (США, Франция, Бельгия). Присутствует в меню многих местных ресторанов, а также канадских филиалов сетей McDonald's, Burger King, KFC и A&W. Зачастую подаётся как дополнение к панированным блюдам из морепродуктов, в частности, хорошо сочетается с осетровыми видами рыб, креветками и некоторыми морепродуктами.

## История
Путин появился в квебекской глубинке в 1950-х годах. Есть несколько версий появления этого блюда. Самыми распространёнными из них являются:
- Уорик (Warwick). По самой распространённой версии, путин впервые появился в 1957 году в ресторане Le lutin qui rit («Смеющийся лютен»), располагавшемся на улице Сен-Луи городка Уорик, в Центральном Квебеке. Один из посетителей ресторана по имени Жан-Ги (или Эдди) Лэнесс заказал у хозяина по имени Фернан Лашанс тарелку картофеля фри, а потом вдруг решил посыпать его молодым сыром.

- Драммонвилль (Drummondville). По другой версии, путин впервые подали в открывшемся в 1964 на улице Сен-Жозеф в Драммонвилле, в Центральном Квебеке, в ресторане Le roy Jucep (Лё руа Жюсеп — в названии обыгрывается фамилия владельца, произносящаяся так же, как французское слово roi — король, и народное произношение имени Жозеф — Иосиф по названию улицы). Его владелец по имени Жан-Поль Руа (ум. 2007) уверял, что именно он придумал путин. Название блюда якобы происходит от прозвища работавшего в ресторане повара — Ти-Пу. Об этом же говорится на официальном сайте существующего по сей день ресторана.

- Николе (Nicolet) или Сент-Иасент (Saint-Hyacinthe). Родиной путина называют также города Николе, в Центральном Квебеке, и Сент-Иасент, в Монтережи. В их районе расположено большое количество сыроварен, производящих тёртый сыр чеддер, что могло бы также служить объяснением появления путина.

- Принсвилль (Princeville). Возможно, путин — родом из Принсвилля, в Центральном Квебеке, где находилась сыроварня Принцесса. В 1966 году по соседству с испытывавшей проблемы со сбытом сыроварней открылся ресторанчик La P’tite Vache (Коровёнка). Сыроварня договорилась о продаже тёртого сыра на кассе ресторана, так что посетитель мог купить тарелку картофеля фри и самостоятельно посыпать его сыром.

## Этимология
В 1950—1960-х годах в Квебеке английским словом пудинг называли любое блюдо, в котором было намешано много разных компонентов.
При этом, ещё в 1880 году канадский журналист и лексикограф Оскар Данн издал книгу, озаглавленную «Франко-канадский глоссарий и словарь искажённых выражений, употребляемых в Канаде», в котором содержится и слово путин в значении:

Путин — разг. канад. Искажённое английское пудинг.